# Highland (Arkansas)
Highland – miasto w Stanach Zjednoczonych, w stanie Arkansas, w hrabstwie Sharp.